# Порадз (Лобезький повіт)
Порадз (пол. Poradz) — село в Польщі, у гміні Лобез Лобезького повіту Західнопоморського воєводства.
Населення — 180 осіб (2011).
У 1975-1998 роках село належало до Щецинського воєводства.

## Демографія
Демографічна структура станом на 31 березня 2011 року:
|          | Загалом | Допрацездатний вік | Працездатний вік | Постпрацездатний вік |
| -------- | ------- | ------------------ | ---------------- | -------------------- |
| Чоловіки | 106     | 31                 | 67               | 8                    |
| Жінки    | 74      | 15                 | 46               | 13                   |
| Разом    | 180     | 46                 | 113              | 21                   |